# Альбяртас Шімєнас
Альбяртас Шімєнас (лит. Albertas Šimėnas; нар. 17 лютого 1950) — литовський державний діяч, прем'єр-міністр Литви взимку 1991 року, міністр фінансів Литви від 1991 до 1992 року.

## Життєпис
Альбяртас Шімєнас народився 17 лютого 1950 року в Папіляї, на території окупованої Радянським Союзом Литви. 1956 року почав відвідувати початкову школу в Анталіні. 1967 Альбяртас закінчив Трошкунайську середню школу. Від 1967 до 1972 року навчався на економічному факультеті Вільнюського університету, після закінчення якого здобув диплом математика-економіста. Від 1984 до 1989 року читав лекції у Вільнюському технічному університеті.
Наприкінці 1980-их вступив до лав литовського Руху за перебудову — Саюдіс, а в лютому його обрали депутатом Верховної Ради Литовської РСР, яка вже 11 березня того ж року проголосила відновлення незалежності Литви і перейменувалась згодом на Відновлювальний Сейм. Шімєнас був одним з підписантів Акту відновлення незалежності Литви. У січні 1991 року, після того як перший уряд Литви Казимири Прунскене пішов у відставку через зростання цін, Шімєнас став прем'єр міністром країни. Проте політик зник уже 13 січня 1991, коли було введно радянські війська до Вільнюса, щоб запобігти виходу республіки з СРСР. В умовах відсутності Альбяртаса Шімєнаса литовський Сейм на позачерговій сесії був змушений обрати нового прем'єр-міністра. Ним став Ґядімінас Вагнорюс. Виявилося, що під час подій 13 січня Шімєнас із родиною переховувався в місті Друскінінкай. 14 січня політик знову з'явився в Сеймі.
Після подій 13 січня у Вільнюсі колишній прем'єр-міністр увійшов до складу уряду Ґядімінаса Вагнорюса. 30 травня 1991 року його призначили на посаду міністра економіки Литви. Шімєнас залишався на тій посаді до 21 липня 1992 року, коли уряд Вагнорюса було розформовано. 1994 року політик став членом Християнсько-Демократичної партії Литви, від якої був обраний до Сейму 1996 року.
2004 року Альбяртас Шімєнас безуспішно балотувався до Сейму Литви та до Європарламенту, після чого спрямував свої зусилля на приватний сектор.